# Александар Зарин
Александар Зарин (Српска Црња, 1923 — Београд, 1998) био је српски вајар. Ликовну академију и специјални курс је завршио у Београду. Био је доцент Академије за ликовне уметности у Београду.

## Стваралаштво
Први пут излагао 1950. године. Извео је више јавних споменика. Самосталне изложбе:
- Београд 1956. године
- Смедерево 1957. године
- Нови Сад 1962. године
- Српска Црња 1962. године

Излагао на колективним изложбама у земљи са Удружењем ликовних уметника Србије, Групом Самостални, Групом Простор 8, на изложбама СЛУЈ-а, Октобарском салону, изложби НОБ у делима ликовних уметника, изложби Савремена српска уметност у Загребу. Један је од десет уметника који су излагали на првом Октобарском салону 1960 године. Учествовао на изложби Савремена југословенска уметност у Лозани 1962. године
Александар Зарин аутор је низа спомен биста посвећених песницима. На свој начин Зарин се одужио Бранку Радичевићу, Ђури Јакшићу, Десанки Максимовић, Јовану Јовановићу Змају, Алекси Шантићу. Током живота, дружио се са Скендером Куленовићем, Стеваном Раичковићем и Душком Радовићем, чије бисте је такође израдио, али их је за живота чувао у свом атељеу, на Топчидеру. Након смрти Зарина, споменик Скендера Куленовића постављен је на Козари, споменик Душку Радовићу на Ташмајдану, а биста Стевана Раичковића на Калемегдану.
Нека његова дела су:
- Споменик Бранку Радичевићу, Београд, 1957.
- Споменик палим борцима НОР-а, Пећинци, 1957.
- Споменик борцима НОР-а, Кикинда, 1961.
- Споменик отпору, Ада, 1961.
- Споменик палим борцима НОР-а, Нови Кнежевац, 1965.
- Споменик Здравку Челару, Челарево, Бачка Паланка, 1965.[4]
- Заставе, Аранђеловац, 1974.
- Споменик песништву, са ликом Десанке Максимовић, у Ваљеву

## Награде
- Прва награда за споменик Јован Поповић - Кикинда 1950. године
- Прва награда за споменик Бранко Радичевић - Београд 1952. године
- Прва награда за споменик Отпору - Ада 1960. године
- Награда Октобарског салона у Београду
- Награда „РЕНО“ у Холандији
- Форумова награда 1962. године
- Награда Уметничке галерије у Ечки 1962. године
- Прва награда за споменик Пожаревачком одреду 1970. године
- Прва награда за скулптуру „У славу рада“ - Крушевац

## Галерија
- Споменик Јовану Поповићу, Кикинда
- Спомен биста испред Матице српске, Нови Сад
- Споменик у центру Аде
- Споменик борцима НОР-а у Кикинди
- Спомен биста Стевана Раичковића, Калемегдан
- Споменик Ради Трнићу, Мокрин
- Споменик Ђури Јакшићу, Српска Црња
- споменик Бранка Радичевића на Калемегдану, 1955
- Александар Зарин, Глава Татјане Васић (1953), Народни музеј Краљево